# 파이 역결합
파이 역결합(Π-backdonation)은 화학 결합의 한 형태로, 배위 결합과는 반대되는 형태의 결합이다.
파이 역결합에서는 전자가 한 원자의 궤도에서 다른 원자 또는 리간드의 Π* 반결합 궤도로 이동한다. 이는 전이 금속 화합물에서 주로 일어난다.
이 결합으로 안정되는 리간드로는 일산화 탄소, 에틸렌 또는 니트로소늄 등이 대표적이다. 아래는 일산화탄소의 파이 역결합을 나타낸 그림이다. 탄소측의 고립 전자(결합에 관여하지 않는 전자)가 금속측의 비어 있는 전자 궤도와 상호 작용하는 결합(왼쪽)과 금속측의 고립 전자가 일산화탄소측의 비어 있는 궤도와 상호 작용하는 역결합(오른쪽)이 일어나 화합물이 안정되고 있다.

## 같이 보기
- 18 전자 규칙
- 리간드장 이론